# Кривовичев, Сергей Владимирович

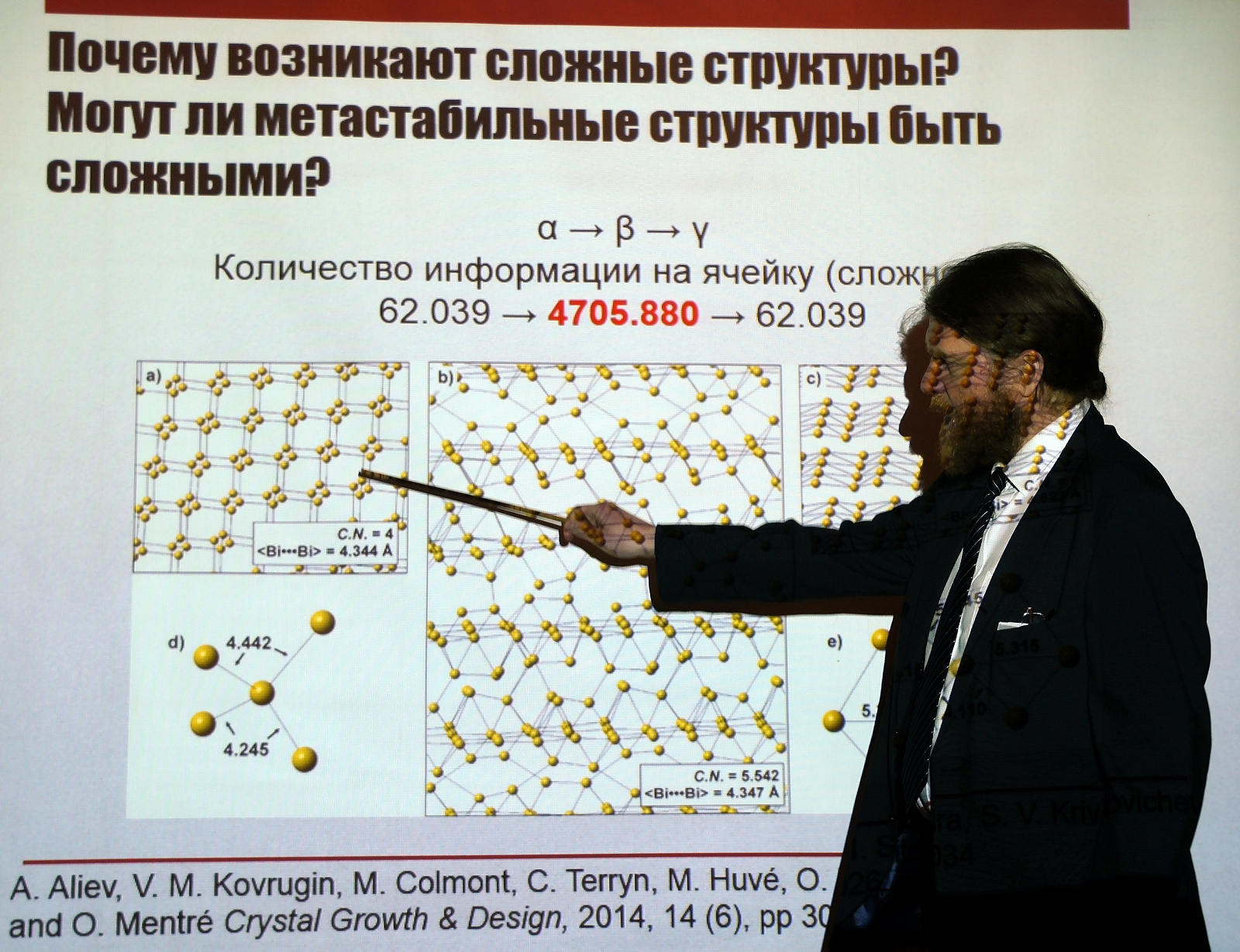
Доклад на научной конференции, посвящённой 300-летию основания Минералогического музея имени А. Е. Ферсмана РАН в ноябре 2016 года

Серге́й Влади́мирович Криво́вичев (род. 4 сентября 1972, Ленинград, СССР) — российский учёный, специалист в области структурной минералогии и неорганической кристаллохимии. Доктор геолого-минералогических наук (2001), профессор (2010), профессор РАН (2015), член-корреспондент РАН (2016), академик РАН (2022). Генеральный директор Кольского научного центра РАН (2017).
Профессор кафедры кристаллографии Института наук о Земле Санкт-Петербургского университета (ИНЗ СПбГУ). Является ведущим редактором журнала «European Journal of Mineralogy», президентом Российского минералогического общества. В 2014—2016 годах — президент Международной минералогической ассоциации (ММА).
Священник Русской православной церкви. Является первым (с 1917 года) руководителем научного центра РАН, имеющим духовный сан. Кандидат богословия (2021).

## Биография
Родился 4 сентября 1972 года в Ленинграде в семье потомственных геологов: в этой сфере работали его дед, отец, мать, тётя и дядя. Его отец Владимир Герасимович Кривовичев (род. 1946) в 1969 году с отличием окончил Ленинградский государственный университет, в 1989 году защитил докторскую диссертацию, профессор с 1990 года, заведующий кафедрой минералогии (1992—2012), с 2013 года — профессор кафедры минералогии СПбГУ, известный специалист в области минералогии, геохимии и генезиса редкометалльных месторождений, связанных с гранитоидным магматизмом. Дед Герасим Дмитриевич Кривовичев (1901—1971) — из мордовских крестьян, после революции 1917 года получил геологическое образование в Ленинградском университете и работал полевым геологом. По материнской линии дед и бабушка — ярославские крестьяне.
В подростковом возрасте занимался в клубе юных геологов ленинградского Дворца пионеров.
В 1989 году окончил школу-интернат № 45 при ЛГУ (ныне Академическая гимназия им. Д. К. Фаддеева СПбГУ). В 1994 году окончил геологический факультет СПбГУ. В 1997 году защитил кандидатскую, затем в 2001 году — докторскую диссертацию.
С 1993 года работает на кафедре кристаллографии геологического факультета СПбГУ: сначала — лаборантом и инженером, с 1997 года — доцентом, с 2005 года — профессором и заведующим кафедрой (2005—2021). В 2010 году получил учёное звание профессора.
В 1999—2005 годах выезжал в длительные командировки за рубеж (в США, Австрию, Германию — в сумме, провёл за границей более 4 лет), имел предложения остаться на постоянную позицию, но предпочёл вернуться в Россию, не желая «вкладывать свои силы в развитие чужой страны».
29 декабря 2015 года стал профессором РАН, а 28 октября 2016 года избран членом-корреспондентом РАН по Отделению наук о Земле (секция геологии, геофизики, геохимии и горных наук).
7 июля 2017 года был избран на должность Председателя (генерального директора) Кольского научного центра РАН. В 2023 году вошёл в состав президиума новосозданного Санкт-Петербургского отделения академии.

### Научная деятельность
В числе основных достижений С. В. Кривовичева — расшифровки кристаллических структур более чем 120 минералов, приведшие к открытию и созданию научного описания свыше 80 минералов. В 2016 году совместно с профессором и членом-корреспондентом РАН из МГУ И. В. Пековым ему удалось расшифровать структуры степановита и жемчужниковита — первых примеров пористых металлоорганических полимеров природного происхождения.
С. В. Кривовичевым получено и исследовано около 200 новых соединений, а также наноматериалов на основе урана и трансурановых элементов, что способствует решению задачи обеспечения безопасности переработки отработавшего ядерного топлива, расширяет научные представления о формах концентрации химических элементов в земной коре и существенно дополняет систематику минеральных видов. В 2005 году синтезировал и структурно охарактеризовал уранил-селенатные нанотубулены как первый в мире пример уран-оксидных наноструктур. С 2012 года разрабатывает теорию структурной сложности минералов и неорганических соединений для интерпретации энтропийных процессов кристаллизации и преобразования вещества в минеральных и синтетических системах.
Опубликовал более 600 научных статей в ведущих российских и международных изданиях. Автор и редактор 12 монографий. Работы С. В. Кривовичева цитировались около 7700 раз, индекс Хирша — 38 (по метрике Web of Science).
Ведёт активную научно-организационную и педагогическую работу. Подготовил двух докторов и десять кандидатов геолого-минералогических наук. Является руководителем научной школы РФ «Кристаллохимия и рентгеноструктурный анализ минералов и неорганических соединений».
Ведущий редактор журнала «European Journal of Mineralogy», член редколлегий журналов «Mineralogical Magazine», «Вестник Российской академии наук» (с 2018), «Записки Российского минералогического общества».
В 2013—2015 годах — член Совета по науке Министерства образования и науки РФ. В 2014—2016 годах — президент ММА. Член экспертного совета Российского научного фонда (2013—2016). Член Совета по грантам Президента РФ (2011—2015).
Член экспертного совета по естественным наукам Фонда по премиям памяти митрополита Московского и Коломенского Макария (Булгакова) (с 2018 года).

### Научное признание

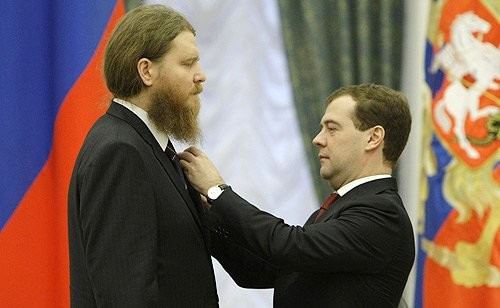
Награждение Премией Президента РФ в области науки и инноваций для молодых учёных за 2008 г.

- стипендиат Национального научного фонда США (англ. NSF-NATO postdoctoral fellowship in Science and Engineering) (1999—2000)
- стипендиат фонда Александра фон Гумбольдта (нем. Alexander von Humboldt-Stiftung), Германия (2002)
- обладатель медали Европейского минералогического союза (2002)
- стипендиат Австрийского научного фонда (стипендия им. Лизы Мейтнер) (2004—2005)
- лауреат премии Фонда поддержки образования и науки (Алфёровского фонда) для молодых учёных (2005)
- почётный член Американского минералогического общества (англ. Mineralogical Society of America)
- лауреат премии Президента Российской Федерации в области науки и инноваций для молодых учёных «за выдающийся вклад в фундаментальное развитие структурной минералогии и кристаллохимии материалов, закладывающий основы создания новых материалов и наноматериалов»[11] (2008)
- приглашённый профессор Института химии твёрдого тела и катализа университета гор. Лилля, Франция (2010)
- лектор Дж. Брауна Минералогического общества Великобритании и Ирландии (англ. Mineralogical Society of Great Britain and Ireland) (2015)
- лауреат премии им. А. П. Карпинского в области геологических и географических наук и горного дела Правительства Санкт-Петербурга и СПбНЦ РАН за цикл работ по изучению кристаллохимии минералов урана и матриц для захоронения радиоактивных отходов, а также за разработку новых принципов формирования кристаллических структур минералов и неорганических соединений (2016)
- Иностранный член Туринской академии наук (итал. Accademia delle Scienze di Torino[20]) (2017)
- Почётный доктор Мурманского государственного технического университета[21] (2018)
- В 2007 году в честь С. В. Кривовичева назван новый минерал — кривовичевит[22].
- медаль Шлюмберже-Нейман Минералогического общества Великобритании и Ирландии (2019)[23]
- медаль Дж. Дэна Минералогического общества Америки (2021)[24]
- Медаль ордена «За заслуги перед Отечеством» II степени (5 февраля 2024 года) — за большой вклад в развитие отечественной науки, многолетнюю плодотворную деятельность и в связи с 300-летием со дня основания Российской академии наук[25].
- 31 октября 2024 года награждён премией памяти митрополита Московского и Коломенского Макария (Булгакова) в области естественных наук 2024 года за цикл работ «Православие и естественные науки: история и современность»[26].

### Религиозная деятельность
19 ноября 2006 года был рукоположен в сан диакона Русской Православной Церкви. В 2013 году награждён правом служения с двойным орарем.
7 декабря 2018 года митрополитом Мурманским и Мончегорским Симоном рукоположен в сан иерея. 25 декабря 2018 года награждён Патриархом Московским и всея Руси Кириллом юбилейной медалью Русской Православной Церкви «В память 100-летия восстановления Патриаршества в Русской Православной Церкви» «…во внимание к вкладу в утверждение традиционных ценностей в обществе». В 2021 году награждён наперсным крестом.
Считает, что «верующий учёный более осмысленно смотрит на мир». Автор книги «Наука верующих или вера учёных…», которую представлял 23 ноября 2016 года на организованном ПСТГУ семинаре в Храме Воскресения Христова в Кадашах.
9 июня 2021 года в Санкт-Петербургской духовной академии защитил диссертацию «Теологические интуиции в естественных науках: история и современность» на соискание степени кандидата богословия.

## Семья
- Отец — Владимир Герасимович Кривовичев (род. 1946) — профессор кафедры минералогии ИНЗ СПбГУ (в 1993—2012 годах — заведующий)[31][32]. В его честь назван новый минерал «владкривовичевит»[33]. Почётный член и член Учёного совета Российского минералогического общества (2010), представитель России в Комиссии по новым минералам и их названиям MMA.
- Мать — Галина Леонидовна Старова — кристаллограф, доцент кафедры неорганической химии Института химии СПбГУ. В её честь назван новый минерал «староваит»[34].
- Брат — Герасим Владимирович Кривовичев (род. 1983) — доктор физико-математических наук, доцент кафедры моделирования электромеханических и компьютерных систем факультета ПМПУ СПбГУ[35].
- Жена — Ирина Никитична (в девичестве Старицкая, род. 1971) — выпускница кафедры геохимии геологического факультета СПбГУ[15].
- Дети: Иван, Николай, Евфрасия, Василиса, Алексей, Платон, Александра.